# Nathan Earle
Nathan Earle (Tasmania, 4 de junio de 1988) es un ciclista profesional australiano que desde 2025 corre para el equipo Kinan Racing Team. Anteriormente lo hizo en el equipo continental de su país el Huon Salmon-Genesys Wealth Advisers.

## Palmarés
2011
- 3 etapas del New Zealand Cycle Classic

2012
- 2 etapas del Tour de Borneo

2013
- New Zealand Cycle Classic, más 2 etapas
- 1 etapa del Tour de Taiwán
- 1 etapa del Tour de Japón

2017
- Tour de Lombok, más 2 etapas

2022
- 1 etapa del Tour de Tailandia
- Tour de Japón, más 1 etapa
- Tour de Kumano

2023
- Tour de Japón, más 1 etapa

## Equipos
- Praties/Genesys Wealth Advisers/Huon Salmon (2008-2013)
  - Praties (2008-2009)
  - Genesys Wealth Advisers (2010-2012)
  - Huon Salmon-Genesys Wealth Advisers (2013)
- Team Sky (2014-2015)
- Drapac Cycling (2016)
- Team Ukyo (2017)
- Israel Cycling Academy[1] (2018-2019)
- Team Ukyo[2] (2020-2024)
  - Team Ukyo (2020-2022)
  - JCL Team Ukyo (2023-2024)
- Kinan Racing Team (2025-)